# مونزونیت
مونزونیت (Monzonite) یک سنگ نفوذی آذرین است که از سرد شدن آهسته ماگمای زیرزمینی تشکیل شده‌است که محتوای سیلیس متوسطی دارد و با اکسیدهای فلز قلیایی غنی شده‌است. مونزونیت بیشتر از پلاژیوکلاز و فلدسپات قلیایی تشکیل شده‌است.
سینودیوریت یک اصطلاح منسوخ برای مونزونیت یا برای مونزودیوریت است. لارویکیت شکل خاصی از مونزونیت است.

## شرح

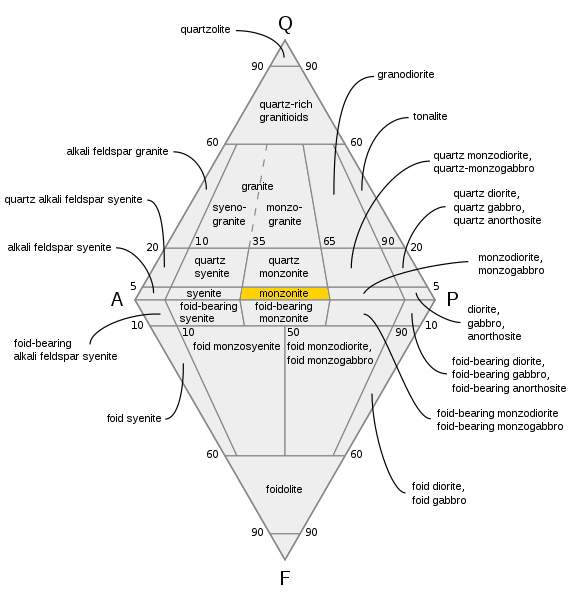
نمودار QAPF برای طبقه‌بندی سنگ‌های آذرین نفوذی، گستره مونزونیت در آن مشخص شده‌است.

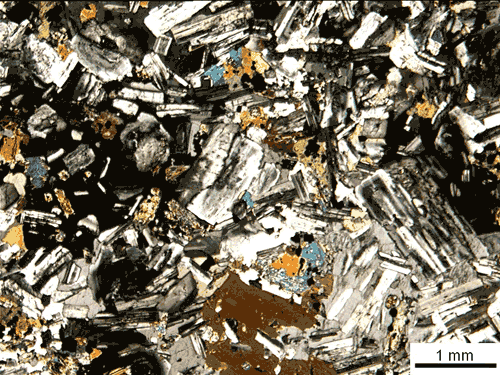
ریزنگاره برش نازک مونزونیت (در نور متقاطع پلاریزه)

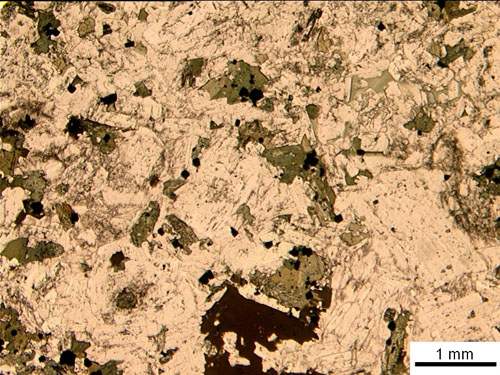
فتومیکروگرام برش نازک مونزونیت (در نور پلاریزه صاف)

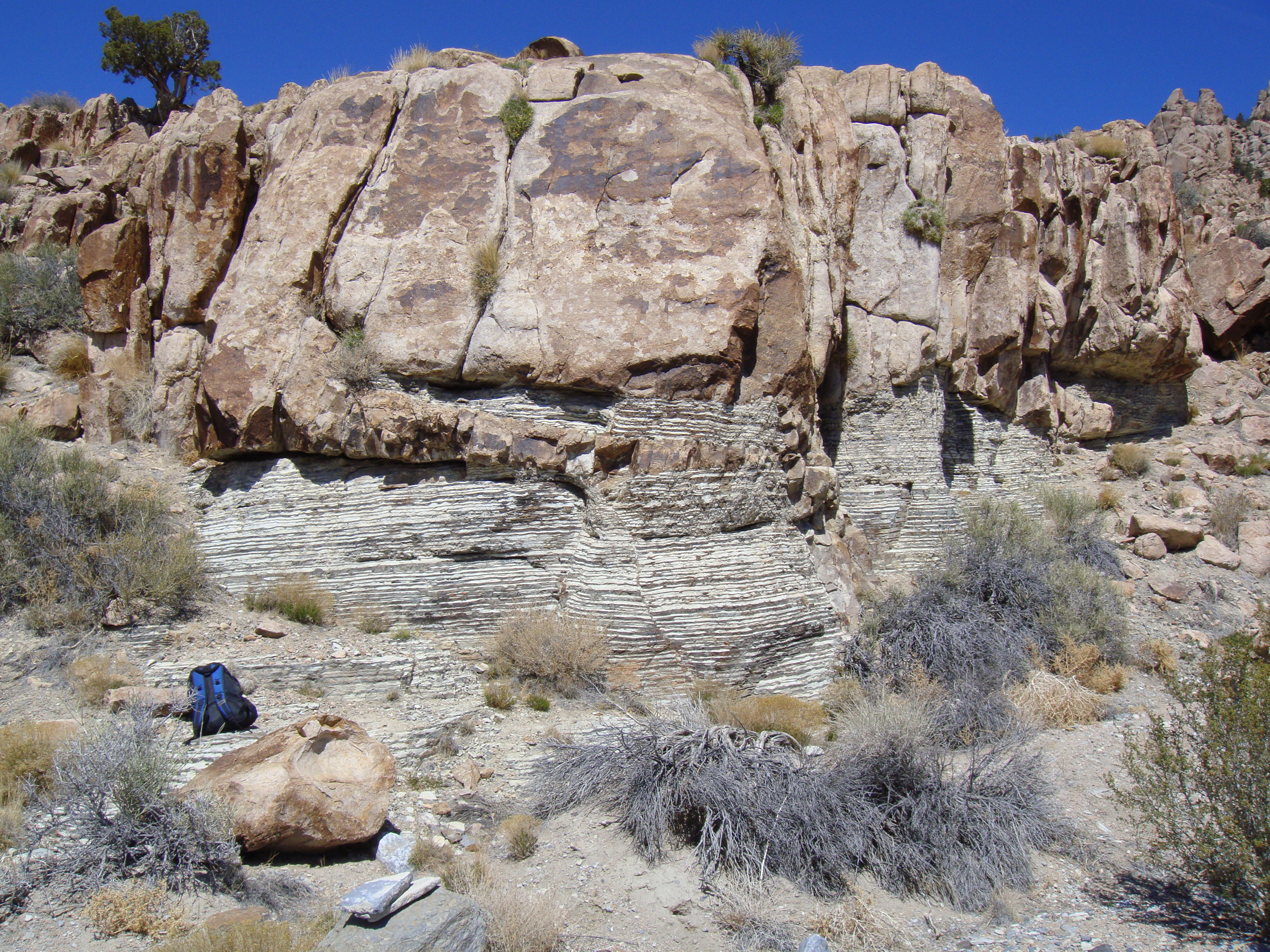
نفوذ مونزونیت ناچ پیک در یوتا (تا حدی به صورت آذرین‌تیغه) با سنگ‌های میزبان کربناته کامبرین بسیار دگرگون شده

مونزونیت یک سنگ آذرین دانه‌درشت (فانریتی) است. چنین سنگ‌هایی بر اساس درصد نسبی کوارتز، پلاژیوکلاز، فلدسپات قلیایی و فلدسپاتوئید (طبقه‌بندی QAPF) طبقه‌بندی می‌شوند. مونزونیت به سنگی گفته می‌شود که کمتر از ۵ درصد کوارتز در کسر کپف (QAPF) خود دارد و در آن فلدسپات قلیایی بین ۳۵ تا ۶۵ درصد از کل محتوای فلدسپات را تشکیل می‌دهد. مونزونیت همچنین ممکن است حاوی مقادیر جزئی هورنبلاند، بیوتیت و سایر مواد معدنی باشد. اگر کوارتز بیش از ۵ درصد از کسر QAPF را تشکیل دهد، سنگ را مونزونیت کوارتز می‌نامند، در حالی که اگر فلدسپاتوئیدها تا ۱۰ درصد کسر QAPF وجود داشته باشند، سنگ را مونزونیت حامل فلدسپاتوئید می‌نامند. سنگ‌های غنی‌تر از فلدسپات قلیایی به عنوان سینیت طبقه‌بندی می‌شوند، در حالی که سنگ‌های غنی‌تر از پلاژیوکلاز مونزودیوریت نامیده می‌شوند. معادل آتشفشانی مونزونیت لاتیت است.
پلاژیوکلاز موجود در مونزونیت غنی از سدیم است که از اولیگوکلاز تا آندزین متغیر است و شکل متوسطی دارد (از نیمه‌خوش‌وجه تا خوش‌وَجه). فلدسپات قلیایی معمولاً ارتوکلاز است. مونزونیت همچنین ممکن است حاوی مقادیر جزئی هورنبلند، بیوتیت و سایر مواد معدنی باشد.

## رخداد
مونزونیت همراه با گابرو و گرانودیوریت در توده خانکندی در رشته‌کوه‌های البرز ایران یافت می‌شود. مونزونیت احتمالاً در جریان برخوردی که اقیانوس تتیس را بسته‌است، از ذوب بخشی از گوشته بالایی که قبلاً توسط مایعات آزاد شده از یک صفحه پوسته اقیانوسی فرورانش تغییر یافته بود، تشکیل شده‌است. مونزونیت همچنین می‌تواند در تنظیمات پوسته کششی یا با ذوب بخشی از پوسته پایینی ترکیب بازالت قلیایی تشکیل شود.
دیوریت، مونزونیت و سینیت با هم در حاشیه پوستهٔ پایا پیشین‌زیستی دیرینه شمال چین یافت می‌شوند. اینها احتمالاً در طول مونتاژ کلمبیا شکل گرفته‌اند و نشان می‌دهند که پایاپوسته (کراتون) چین شمالی در داخل کلمبیا، بین لورنتیا و سیبری قرار داشته‌است.
معدن بینگهام شامل ذخایر مس پورفیری است که در مونزونیت تغییر یافته میزبانی شده‌است. دگرسانی با تبدیل پلاژیوکلاز به فلدسپات پتاسیم و جایگزینی کوارتز هیدروترمال، برخی از مونزونیت را به ترکیباتی شبیه مونزونیت کوارتز یا گرانیت تبدیل کرده‌است.
قطعاتی از مونزونیت در سطح ماه یافت شده‌است. اینها احتمالاً به عنوان مخلوطی از مایع گرانیتی غیرقابل اختلاط با تجمعات متشکل از پلاژیوکلاز و پیروکسن تشکیل شده‌اند که این نظریه را تأیید می‌کند که گرانیت‌های قمری از طریق غیرقابل اختلاط مایع سیلیکات تشکیل می‌شوند. این فرآیندی است که در آن اجزای سیلیس بالا و کم سیلیس ماگما مانند روغن و سرکه جدا می‌شوند.

## ریشه واژه
مونزونیت در اصل از دامنه Monzoni در Val di Fassa (استان ترنتو، ایتالیا) نامگذاری شد که در آنجا فراوان است. از آنجایی که تعاریف سنگ نظام مند و مدون شده‌اند، این ارتباط هیچ ارتباطی با تعریف سنگ از دست داده‌است.